# مریم‌شناسی

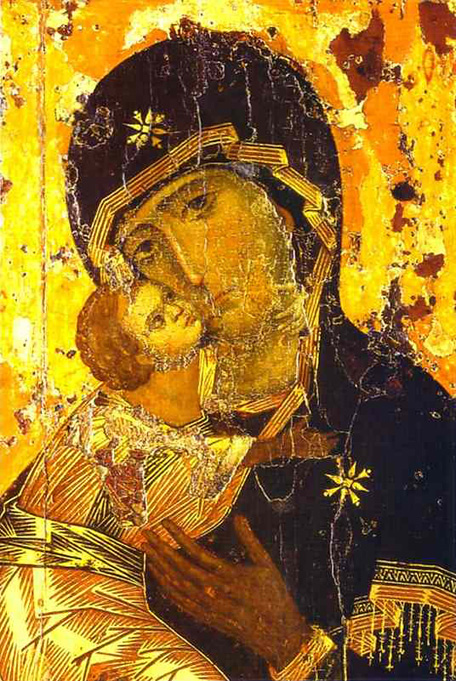
شمایلی از مریم مقدس

مریم‌شناسی مطالعه روشمند مریم، مادر عیسی مسیح است. مریم‌شناسی می‌کوشد تا نوشته‌ها، سنت‌ها و آموزه‌های مربوط به مریم را در ارتباط با یکدیگر آورده و مناسبات میان آن‌ها را بیابد.

## پیشینه
جلسه بررسی جنبه‌های رازآمیز «مریم باکره مقدس» در شورای دوم واتیکان، که از ۱۹۶۲ تا ۱۹۶۵ برگزار شد، بسط بیشتری یافت. این شورا در بسیاری از اسناد خود از مریم یاد کرد که این امر ابتدا در اساس‌نامه آیین عشای ربانی شورا صورت گرفت اما به‌طور خاص در اساسنامه اعتقادی کلیسا ثبت گردید. مهم‌ترین امر در جهت احیای مریم‌شناسی و دلبستگی به مریم این بود که پدران شورا در ۲۹ اکتبر ۱۹۶۳ برای تبدیل الگوی رفتاری مریم به عنوان بخشی از اسناد کلیسا رأی موافق دادند. خود عنوان این شورا، یعنی «مریم باکره مقدس، مادر خدا، در اسرار مسیح و کلیسا»، نشانه‌ای از این بود که شورا، وی را در ارتباط نزدیک با پسرش و «بدن اسرارآمیز» وی قرار داده است. این امر زمینه مناسبی برای بررسی نقش مریم در بحث رستگاری فراهم کرد.
شورای واتیکان دوم مطالعات مریم‌شناختی را دگرگون ساخت و از ملاحظات مزیت‌محورانه مریم به سمت ملاحظات مشارکت‌محورانه او همراه با مسیح و در ارتباط با کلیسا پیش رفت.